# Saint-Vincent-Lespinasse
Saint-Vincent-Lespinasse – miejscowość i gmina we Francji, w regionie Oksytania, w departamencie Tarn i Garonna.
Według danych na rok 1990 gminę zamieszkiwało 219 osób, a gęstość zaludnienia wynosiła 23 osób/km² (wśród 3020 gmin regionu Midi-Pireneje Saint-Vincent-Lespinasse plasuje się na 844. miejscu pod względem liczby ludności, natomiast pod względem powierzchni na miejscu 1127.).